# Jean Rosenthal
Jean Rosenthal (Herzogenrath, 1612 – Rome, 15 februari 1655) was een jezuïet die werkte in Keulen en Trier. Hij speelde een rol in de Contra-Reformatie door zijn geschriften en door de steun van Ernst van Hessen-Rheinfels, een protestantse vorst die zich bekeerde tot het katholicisme.

## Levensloop
Rosenthal werd geboren in Herzogenrath, in het hertogdom Limburg, waar hij opgroeide. In 1630 trad hij toe tot de orde der jezuïeten en werd priester. Hij gaf les in Oudgrieks, Latijn, filosofie en wiskunde aan het Dreikönigsgymnasium in Keulen, in het aartsbisdom Keulen. Deze school was destijds in handen van de jezuïeten. Zijn superieuren gingen niet in op zijn vraag om missionaris in Indië te worden. In de plaats stuurden ze hem als missionaris naar een ander aartsbisdom, namelijk Trier. Zijn missie was om protestanten te bekeren tot het katholicisme. Zo geraakte Rosenthal in dienst van landgraaf Ernst van Hessen-Rheinfels, een bekeerling. Rosenthal werd diens biechtvader. 
De landgraaf verdedigde Rosenthal in een openbare discussie met de gereformeerde predikant Pierre Haberkorn. Rosenthal kreeg het evenwel moeilijker door de spot van de kapucijnermonnik Valeriano Magni. Deze monnik ging heftig te keer tegen protestanten en jezuïeten. Hier moest de landgraaf tussenkomen, ten gunste van Rosenthal, met een brief geschreven in het Duits en in het Latijn.
Landgraaf Ernst van Hessen-Rheinfels reisde naar Rome. Rosenthal begeleidde hem. Aangekomen in Rome stierf Rosenthal door koortsaanvallen (1655).

## Werken
- Gute Zeite in zubringen der Andacht durch Gebett und Gespräch mit Gott (Keulen, 1651)
- Preek in de Jezuïetenkerk van Düsseldorf op 1 november 1653, ter gelegenheid van de bekering en verzoening met het Roomse geloof van prinses Elisabeth-Amelie, gravin van de Palz. (Keulen, 1654).
- Weiden des guten Hirtens Jesu-Christi, das ist, Predigen an den Sonn- und Feyrtägen des Christlichen Jahrs, aus den Sprüchen un Schriften Gottes und Seiner Heiligen kurtzlich zusammen gefugt (Keulen, 2 volumes in 1653-1654)
- Epistola irenica ad juventutem Hassiae super dissentionibus doctorum quos audiunt (Keulen, 1655)

- Gemeinsame Normdatei: 123211190
- International Standard Name Identifier: 0000 0000 7820 5242
- Nationale Bibliotheek van Tsjechië: mzk2010575159
- Virtual International Authority File: 57515172
- WorldCat: E39PBJbM7QTVmHy7JFPKJHjKVC